# Henri Dunant
Jean Henri Dunant (Genève, 8 mei 1828 – Heiden, 30 oktober 1910), in zijn latere leven in het Engels Henry Dunant genoemd, was een Zwitsers bankier, oprichter van het Rode Kruis, auteur van het boek Een herinnering aan Solferino en mede-auteur van het YMCA-handvest. Hij ontving de eerste Nobelprijs voor de Vrede in 1901.

## Biografie

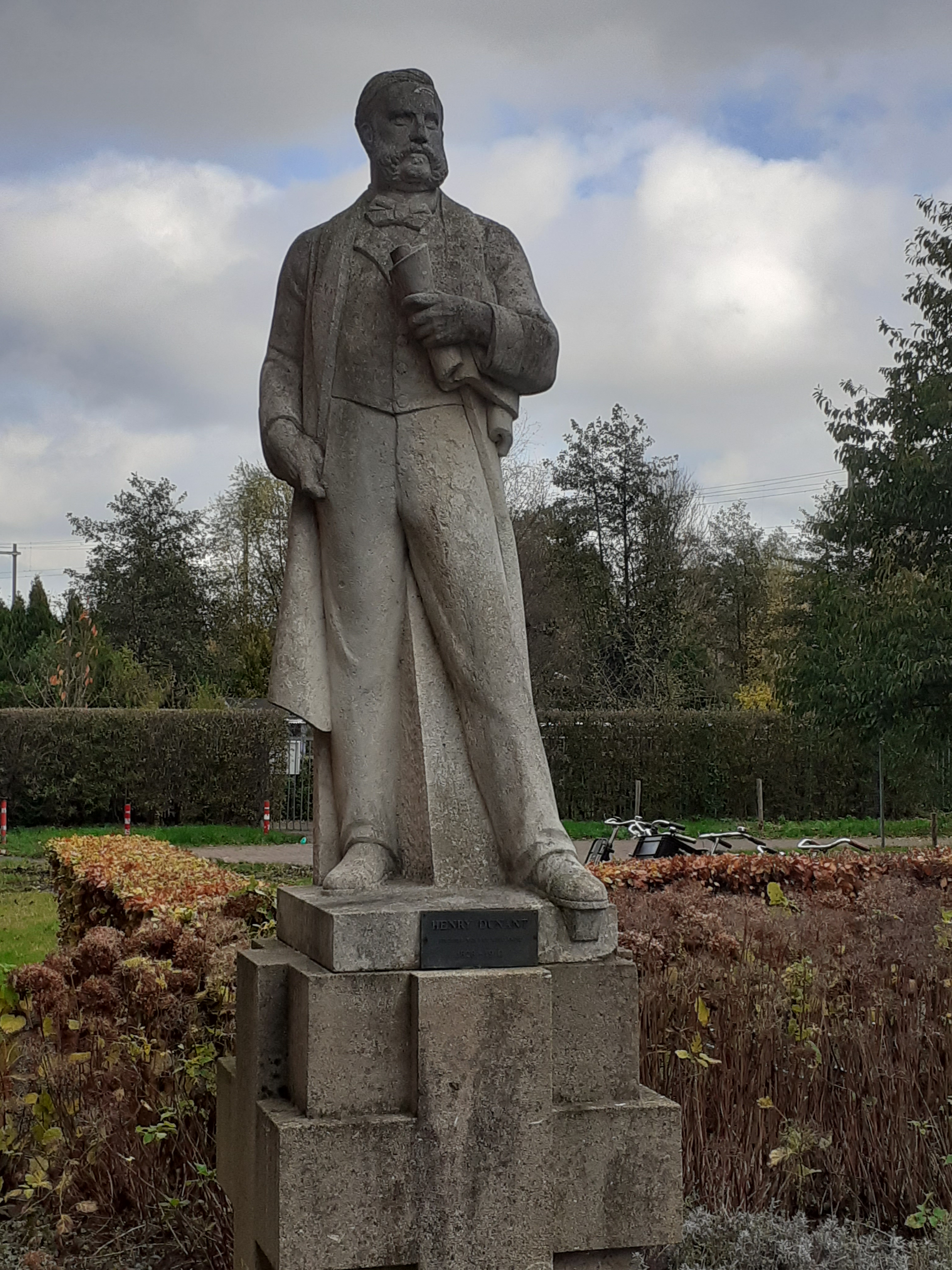
Henry Dunant in Den Haag bij het hoofdkantoor van het Rode Kruis

Dunant veranderde zijn roepnaam van Henri naar Henry, omdat dit in het Engels makkelijker was om uit te spreken. Hij was een Zwitserse zakenman en een sociaal-christelijk activist. In 1855 was hij in Parijs een der oprichters van het Wereldverbond van YMCA's.
Tijdens een zakenreis in 1859 was hij getuige van een veldslag tussen de Oostenrijkers en de Fransen, de Slag bij Solferino. Die slag beschreef hij later in een boek, Un souvenir de Solférino (Een herinnering aan Solferino), waarin hij pleitte voor een gezondheidsinstituut dat geen grenzen kende, dat hij uiteindelijk ook oprichtte en het Rode Kruis ging heten. Later is hem de Nobelprijs voor de Vrede toegekend.

## Jeugd
Dunant was de eerste zoon van een Geneefse zakenman. Zijn hele familie was streng calvinistisch en had een sterke invloed in Genève. Zijn ouders streden voor het behoud van sociaal werkers en waren er fel op tegen toen de gemeente probeerde deze mensen minder te betalen. Zijn vader hielp de wezen en de zieken terwijl zijn moeder de gewonden en de armen verzorgde. Dit verklaart mee waarom Dunant later weldoener werd.
Dunant groeide op in de periode waarin het geloof een steeds minder belangrijke rol speelde. Hij richtte toen hij negentien was, de Donderdagvereniging op, een gezellige club die veel sociaal werk deed en de Bijbel bestudeerde. Dunant verbleef veel bij mensen die hem nodig hadden en die het niet zo breed hadden als hij.
Hoe goed het werk was dat hij deed voor de arme mensen, zo slecht was het werk dat hij op school afleverde. Toen hij vierentwintig was, moest hij het Collège Calvin verlaten vanwege slechte cijfers. Hierna begon hij te werken voor de wisselbank Lullin und Sautter. Nadat hij een aantal zaken voor de bank had gedaan, werd hij aangenomen en bleef hij er werken.

## Algerije
In 1853 besloot Dunant om noordelijk Afrika te bezoeken om te kijken of hij hier zaken kon doen. Na de reis besloot hij zijn eerste boek te schrijven Notice sur la Régence de Tunis over zijn ervaringen als accountant bij het bestuur van Tunis.
Naar aanleiding van deze reis richtte hij een bedrijf op dat zaken deed met kolonies, en nadat hij een stuk land kreeg aangewezen in Algerije, richtte hij een graanhandelbedrijf op genaamd Société financière et industrielle des Moulins des Mons-Djémila wat in het Nederlands het best vertaald kan worden als Financiële en industriële vereniging van Mons-Djémila molens. De land- en waterrechten waren niet goed op papier vastgelegd en de lokale autoriteiten waren ook niet zo behulpzaam. Daarom verliet hij Algerije en besloot hij om de Franse keizer Napoleon III te helpen, die omstreeks die tijd met zijn leger in Lombardije verbleef. Frankrijk vocht aan de zijde van de Italianen tegen de Oostenrijkers, die destijds veel van het hedendaagse Italië in handen hadden. Napoleons hoofdkwartier was gevestigd in het Italiaans plaatsje genaamd Solferino. Dunant schreef eerst een lovend boek over Napoleon III, met de intentie om het persoonlijk aan hem te geven. Nadat hij dit boek af had, besloot hij om zelf naar Solferino te gaan en de keizer persoonlijk te ontmoeten.

## Slag om Solferino
Hij arriveerde in Solferino in de avond van 24 juni 1859, precies de dag dat er de Slag bij Solferino had plaatsgevonden. Het resultaat ervan was verschrikkelijk. Meer dan 38.000 mannen lagen gewond, stervend of dood op het veld, terwijl er maar weinig medische verzorging was. Dunant was hierdoor zo gechoqueerd dat hij zelf het initiatief nam en de bevolking opriep, speciaal de vrouwen, om snel hulp te verlenen aan de gewonden en de zieken. Dit werkte, maar er waren te weinig materialen en Dunant kocht zelf alle materialen die nodig waren om kleine ziekenhuizen op te richten. Hij riep de bevolking vooral op om beide zijden te helpen, dus zowel de Oostenrijkers als de Fransen. Hij deed dit alles met de uitspraak Tutti fratelli of in het Nederlands Wij zijn allen broeders. De bevolking luisterde naar Dunant en hielp de soldaten, zonder zich druk te maken of het vijanden of vrienden waren. Daarnaast slaagde Dunant erin om Oostenrijkse dokters vrij te krijgen die in gevangenschap genomen waren door de Fransen. Deze konden hem van professionele hulp voorzien.

## Een herinnering aan Solferino
Nadat hij wegging uit Solferino en terugkeerde naar Genève, besloot hij een boek te schrijven over zijn ervaringen in Solferino. Dit boek, genaamd Een herinnering aan Solferino, werd gepubliceerd in 1862 op Dunants eigen kosten. In het boek beschreef hij zijn ervaringen van de veldslag en de omstandigheden daarna. Hij beschreef ook het idee om in de toekomst een neutrale organisatie op te richten die de gewonden verzorgde als er oorlog plaatsvond. Hij verspreidde het boek vooral onder leidende politieke en militaire mensen in Europa. In de hoop dat zij het met hem eens zouden zijn.

## Het Rode Kruis

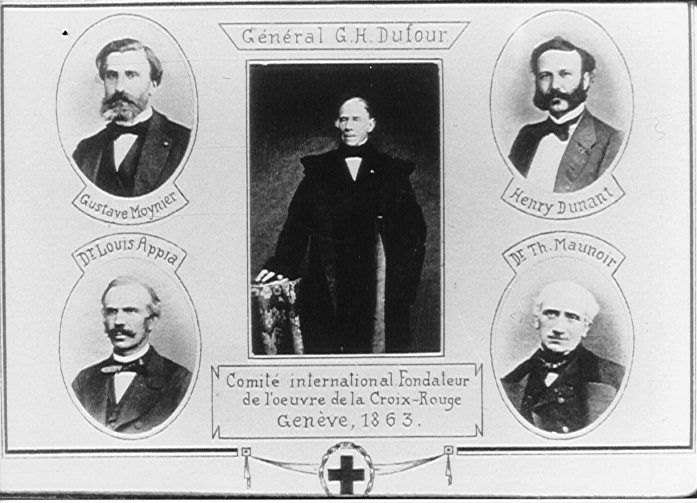
Een afbeelding van de vijf oprichters van het Rode Kruis.

Hierna begon hij door Europa te reizen om zijn ideeën te promoten. Zijn boek werd meestal positief ontvangen en de president van de Geneefse vereniging voor socialiteit en welvaart, maakte het boek hét thema op de bijeenkomst van de organisatie in 1863. Na de succesvolle ontvangst van Dunants suggesties richtten leden een vijfkoppig comité op, met onder meer Dunant, en zij zorgden ervoor dat zijn ideeën uitgevoerd konden worden. De anderen in het comité waren Gustave Moynier, generaal Henri Dufour, Louis Appia en Théodore Maunoir, die beiden dokter waren. De eerste bijeenkomst was op 17 februari 1863 wat nu wordt gezien als de datum waarop het Rode Kruis is opgericht. De naam en het embleem werden afgeleid van de Zwitserse vlag. Deze vlag, een rode achtergrond met een wit kruis, had Dunant omgedraaid om er het Rode Kruis van te maken. Dit omdat Zwitserland, net als het Rode Kruis, altijd al neutraal was geweest in internationale conflicten.
Van begin af aan, hadden Moynier en Dunant conflicten over verschillende zaken. Dunant wilde bijvoorbeeld dat hulpverleners altijd neutraal waren en het liefst niet uit een van de landen kwamen die meededen aan de oorlog. Moynier was hierop tegen, omdat hij dacht dat er anders nooit genoeg hulpverleners beschikbaar waren. Dunant echter zette zijn ideeën door. Moynier begon hierna een directe aanval op Dunant om hiermee het leiderschap van het comité naar zich toe te trekken. Dunant gaf hierop een deel van zijn macht op en stond nu op gelijke voet met de andere leden van het comité, waarmee de ruzie was opgelost.
In oktober 1863 namen veertien landen deel aan een bijeenkomst in Genève, die georganiseerd was door het comité. Hier praatten zij over de verzorging van gewonde soldaten en hoe deze verbeterd kon worden. Een jaar later, op een diplomatieke conferentie die georganiseerd was door het Zwitserse parlement, werd de eerste zogenaamde Conventie van Genève getekend door twaalf staten.

## Vergeten periode
Omdat hij zoveel aandacht besteedde aan zijn ideeën, lette Dunant zo weinig op zijn bedrijven dat deze er ernstig onder leden. In april 1867 leidde het bankroet van het financiële bedrijf Crédit Genevois tot een schandaal dat gevolgen had voor Dunant. Hij werd gedwongen zijn eigen bedrijf failliet te verklaren en werd verbannen uit de Geneefse organisatie voor handel vanwege zijn bankroet. Door de vele investeringen die zijn familie had gedaan in zijn firma raakten ook zij erg betrokken bij het bankroet. Omdat hij het zelf zo slecht had gedaan, vonden veel mensen dat hij moest opstappen uit het comité van de vijf. Daarom stapte hij uit het comité en droeg hij zijn functie over aan Moynier.
In februari 1868 overleed Dunants moeder. Later in dat jaar werd hij ook nog eens verbannen uit de YMCA. Hij besloot daarom om in 1867 Genève te verlaten en hij zou er niet meer terugkeren. In de jaren daarna deed Moynier zijn best om er voor te zorgen dat Dunant geen hulp kreeg van zijn vrienden en van andere organisaties. Zo ging bijvoorbeeld de prijs Sciences Morales niet naar Dunant zelf, maar naar het comité, zodat Dunant niets aan het geldbedrag had en er niets mee kon doen. Napoleon III stelde voor om de helft van Dunants schulden over te nemen als zijn vrienden de andere helft zouden doen. Ook dit werd verhinderd door toedoen van Moynier.
Dunant vertrok naar Parijs, waar hij in armelijke omstandigheden leefde. Dit zorgde er echter niet voor dat hij zijn ideeën en plannen opgaf. Tijdens de Frans-Pruisische Oorlog richtte hij de Allgemeine Fürsorgegesellschaft op en spoedig daarna de Allgemeine Allianz für Ordnung und Zivilisation (AAOZ). Hij wilde ervoor zorgen dat wapens afgeschaft werden en maakte plannen om een organisatie op te richten die over conflicten tussen landen zou bemiddelen. Later werkte hij voor de oprichting van een wereldbibliotheek, een idee dat nog steeds op de agenda staat van de UNESCO. Hij steunde ook Theodor Herzl in zijn streven naar de creatie van een Joodse staat in het gebied van Palestina, dat destijds onder Britse invloed stond. Doordat hij zo opging in zijn ideeën, negeerde hij zijn persoonlijke situatie en inkomen, waardoor hij er financieel steeds slechter voorstond. Ondanks het feit dat hij benoemd was tot erelid van de nationale Rode Kruisverenigingen van Oostenrijk, Nederland, Zweden, Pruisen en Spanje, was hij bijna een vergeten persoon, ook al breidde het Rode Kruis zich steeds verder uit naar andere landen.
Hij bleef in armoede en verhuisde tussen 1874 en 1886 naar verschillende plaatsen zoals Stuttgart, Rome, Korfoe, Bazel en Karlsruhe. In Stuttgart ontmoette hij Rudort Müller met wie hij later een goede vriendschap ontwikkelde. In 1881, samen met een paar vrienden uit Stuttgart, ging hij voor de eerste keer naar het Zwitserse dorpje Heiden. Daarna reisde Dunant verder en kwam in Londen terecht. Daar begon hij giften van zijn familie te ontvangen, waardoor hij er financieel weer bovenop kwam. Toen hij er weer een beetje goed voor stond, verhuisde hij weer naar Heiden. Hier zou hij de rest van zijn leven verblijven in een doktershuis, geleid door Dr. Hermann Altherr, die tevens een van zijn vrienden was.
In Heiden ontmoette hij de jonge leraar Wilhelm Sonderegger en diens vrouw Susanna. Zij moedigden hem aan om zijn levenservaringen op te schrijven. Sondereggers vrouw vestigde een afdeling van het Rode Kruis in Heiden en in 1890 werd Dunant hiervan de voorzitter. Samen met Sonderegger hoopte Dunant zijn ideeën verder te verspreiden door middel van een nieuwe publicatie van zijn boek. Later kwam hun vriendschap in het nauw doordat Dunant dacht dat Sonderegger bevriend was met Moynier; dit conflict werd opgelost door Sondereggers vrouw.
Wilhelm Sonderegger overleed in 1904 op een leeftijd van tweeënveertig jaar. Ondanks hun laatste ruzie rouwde Dunant zeer om de dood van Sonderegger. Wilhelm en Susanna’s liefde voor het werk van Dunant werd doorgegeven aan hun kinderen. In 1935 publiceerde hun zoon René een compilatie van de brieven die door Dunant geschreven waren aan zijn vader.

## De terugkeer van Dunant

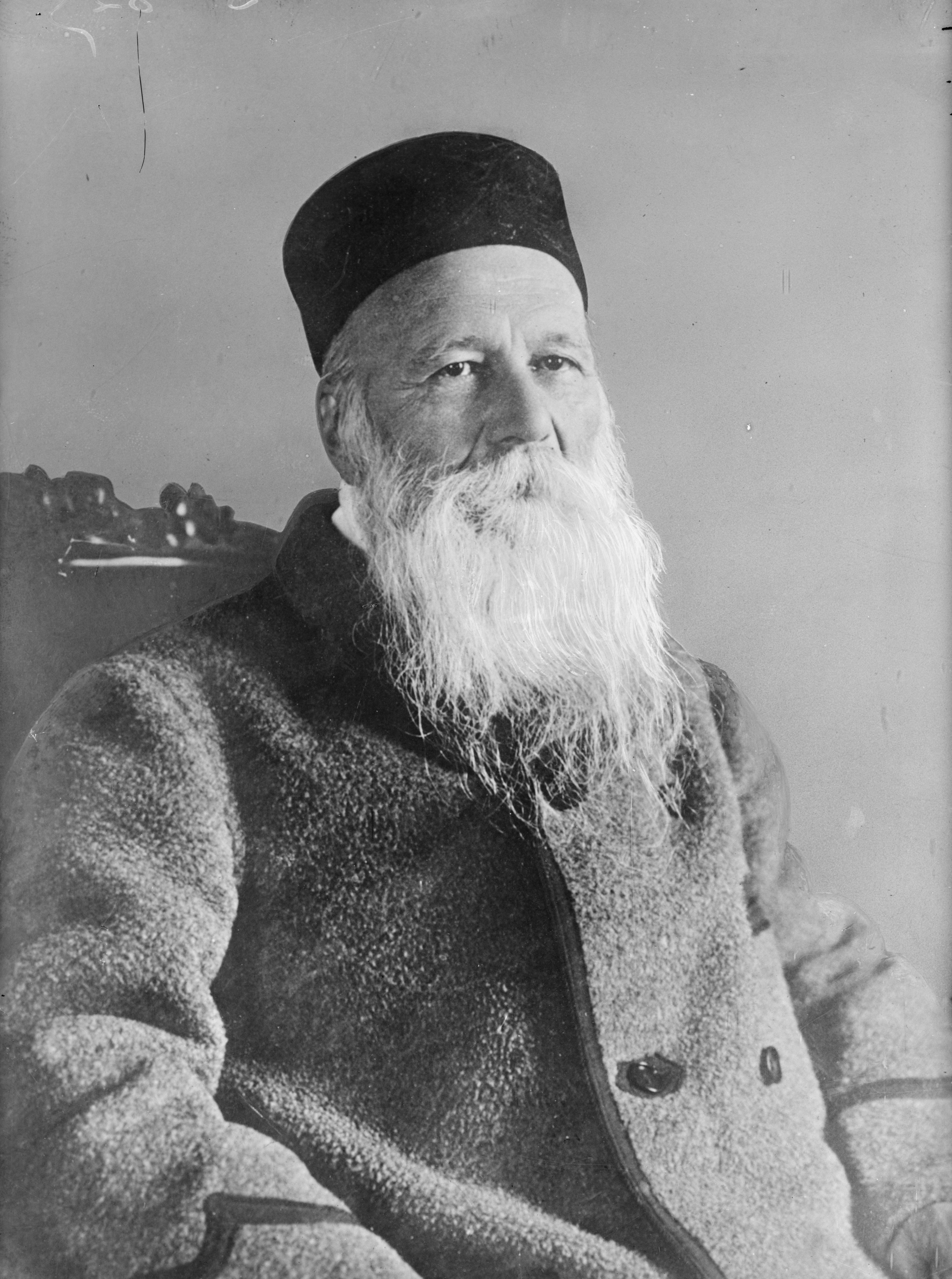
Henri Dunant in zijn latere levensjaren.

In september 1895 schreef Georg Baumberger, de hoofdredacteur van de krant Die Ostschweiz, een artikel over de stichter van het Rode Kruis. Dit schreef hij naar aanleiding van een ontmoeting met Dunant eerder die maand. Het artikel, genaamd Henri Dunant, de stichter van het Rode Kruis, verscheen in het Duitse geïllustreerde magazine Über Land und Meer en verscheen daarna al snel in andere weekbladen in heel Europa. Het artikel zorgde ervoor dat mensen weer aan Dunant gingen denken en hem de nodige hulp boden. Hij kreeg naar aanleiding van dit artikel de Zwitserse Binet-Fendt Prijs en een brief van paus Leo XIII. Ook kreeg hij ondersteuning van de Russische weduwe van de Tsaar, Maria Feodorovna, die hem vele donaties zond, net als vele anderen. Hierdoor verbeterde zijn situatie aanzienlijk.
In 1897 schreef zijn vriend Rudolf Müller, die nu docent was in Stuttgart, een boek over de beginselen van het Rode Kruis, die Dunants rol beter naar voren bracht en Moynier naar de achtergrond verplaatste. Dit boek bevatte ook alle teksten uit het boek Een herinnering aan Solferino. Dunant begon hierna een correspondentie met de Duitse Bertha von Suttner en schreef vele artikelen en brieven aan haar. Hij schreef vooral veel over vrouwenrechten en daarom werd in 1897 het Groene Kruis opgericht, dat zich vooral bezighoudt met de vrouw.

## De Nobelprijs voor de Vrede
In 1901 kreeg Dunant de allereerste Nobelprijs voor de Vrede uitgereikt voor zijn rol in de oprichting van het Rode Kruis en de Conferentie van Genève. De Noorse militair Hans Daae, die het boek van Rudolf Müller gelezen had, had bij het Nobelcomité erop aangedrongen deze prijs aan Dunant toe te kennen. De prijs werd gedeeld gegeven aan de Franse pacifist Frédéric Passy, oprichter van de Vredesliga en samen met Dunant actief in de AAOZ. De officiële reden van het comité om Dunant deze prijs te geven werd beschreven in een brief die hij thuis ontving, en die Dunants reputatie beschreef:
“Er is geen man die meer eer verdient, als dat U het was, die veertig jaar geleden de beginselen schiep voor een internationale organisatie die zorgt voor de gewonden op het slagveld. Zonder U zou het Rode Kruis, dat de grootste menselijke prestatie van de negentiende eeuw genoemd mag worden, zeker niet mogelijk zijn geweest”
Moynier en het Rode Kruiscomité waren als geheel ook genomineerd voor de Nobelprijs. Maar ook al werd Dunant in het begin al als de winnaar gezien, hij was nog steeds een controversiële kandidaat. Rudolf Müller schreef in een brief naar het Nobelcomité dat daarom de prijs verdeeld moest worden tussen hem en Passy. Dit moest echter wel snel gebeuren, want Dunant had al een hoge leeftijd bereikt en had een slechte gezondheid.
Toen het geld naar Dunant werd toegestuurd, 104.000 Zwitserse Franken, zette Hans Daae het geld op een Noorse bank en zorgde ervoor dat anderen er niet bij konden. Dunant heeft nooit iets van het geld uitgegeven.

## Dood en herinnering

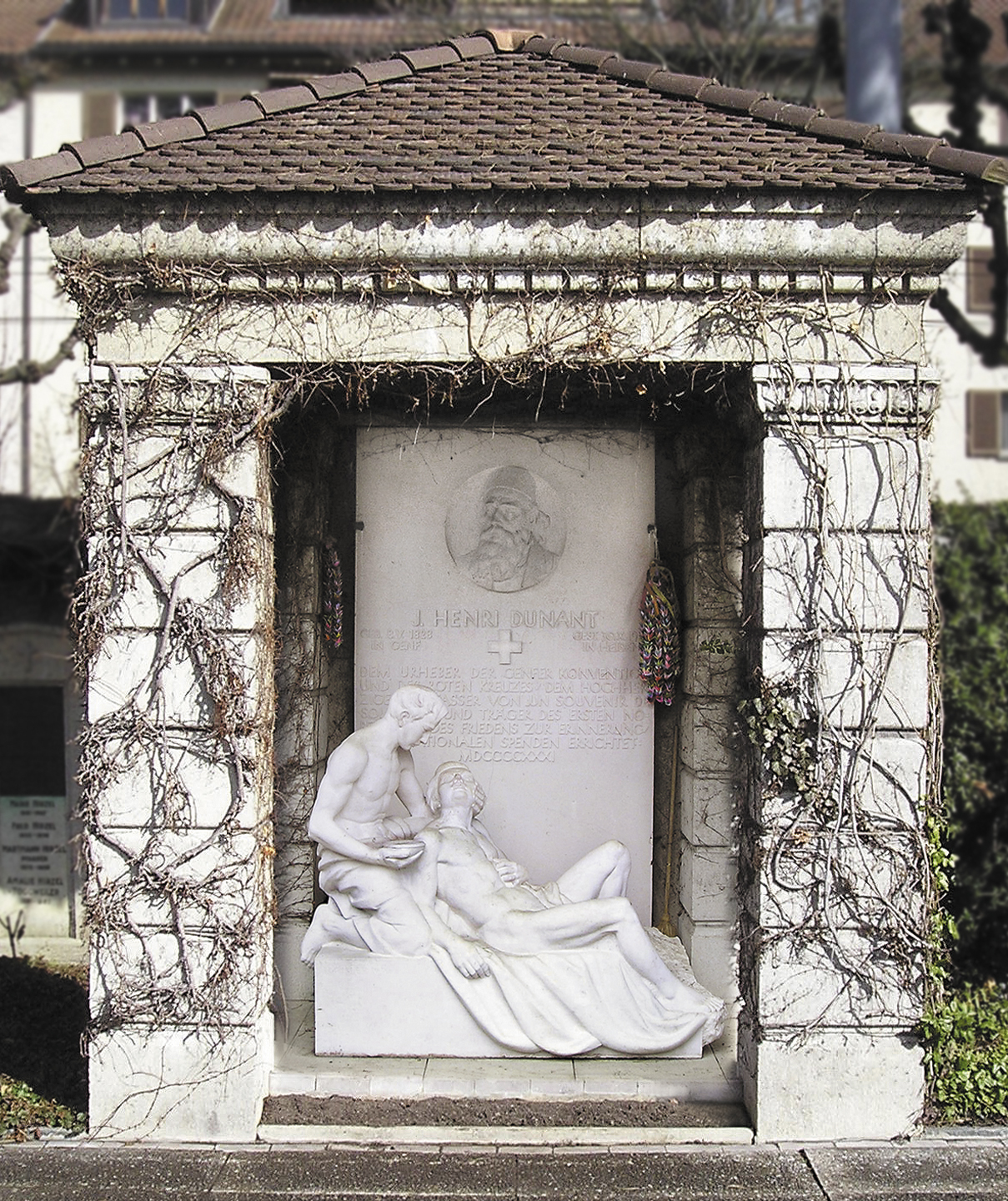
Het graf van Henri Dunant.

Naast andere onderscheidingen in dat jaar, werd Dunant in 1903 een eredoctoraat toegekend aan de medische faculteit van de universiteit van Heidelberg. Hij leefde toen nog steeds in het doktershuis te Heiden. In de laatste jaren van zijn leven leed hij aan depressie en werd hij paranoïde van de acties die Moynier ooit had uitgevoerd. Ook begon hij het geloof steeds minder serieus te nemen en in de allerlaatste jaren keerde hij zich zelfs openlijk tegen het calvinisme. Volgens zijn dokter was zijn laatste actie het zenden van een uitgave van Müllers boek naar de koningin van Italië, met zijn persoonlijke toelichting.
Hij stierf op 30 oktober 1910, precies twee maanden na de dood van Moynier. In zijn testament stond dat hij begraven wilde worden op de begraafplaats van Sihlfeld in Zürich. Ook stond geschreven dat er altijd een vrij bed moest zijn in het ziekenhuis van Heiden, dat klaar stond als er een arm persoon of bedelaar het niet kon betalen. Ook gaf hij geld aan organisaties in Noorwegen en Zwitserland, en betaalde hij al zijn schulden af.
Zijn verjaardag, 8 mei, wordt nog steeds herdacht als de Wereld Rode Kruis- en Rode Halve Maandag. Het doktershuis in Heiden dient nu als het Henri Dunantmuseum. In Genève en vele andere plaatsen zijn er straten en pleinen naar hem genoemd. De Henri Dunantmedaille, die elke twee jaar uitgereikt wordt door het comité van het Rode Kruis, is de hoogste onderscheiding die een persoon kan krijgen voor zijn diensten in de organisatie.

## Vernoemingen
In 1952 werd de Flandria II ingezet als Henry Dunant voor het Internationale Rode Kruis.
Een aantal schepen van het Nederlandse Rode Kruis is J. Henry Dunant genoemd. Ze waren speciaal uitgerust als vakantieverblijf voor zieken en gehandicapten. Op het Meer van Genève vaart een rondvaartboot met de naam Henry-Dunant.
Ook het stadion van de Luxemburgse voetbalclub Avenir Beggen draagt zijn naam.